# Tobias (évêque de Rochester)
Pour les articles homonymes, voir Tobias.
Tobias est un prélat anglo-saxon mort en 726. Il est évêque de Rochester pendant au moins une décennie jusqu'à sa mort.

## Biographie
Tobias étudie le latin et le grec à Cantorbéry, auprès de l'archevêque Théodore et de l'abbé Adrien. Dans son Histoire ecclésiastique du peuple anglais, le chroniqueur Bède le Vénérable affirme qu'il parle ces deux langues aussi bien que son vieil anglais maternel. Il est choisi pour succéder à Gebmund comme évêque de Rochester à la mort de ce dernier, survenue à une date inconnue entre 699 et 716. C'est l'archevêque Berhtwald, successeur de Théodore à Cantorbéry, qui procède à sa consécration.
Durant son épiscopat, Tobias fait construire une chapelle dédiée à saint Paul au sein de la cathédrale de Rochester. Il apparaît dans la liste de témoins d'une charte datée de 706, mais son authenticité n'est pas certaine. Il meurt en 726, l'année suivant la mort du roi Wihtred du Kent. Bède rapporte qu'il est inhumé dans la chapelle qu'il avait fait construire. Ealdwulf (en) lui succède comme évêque.